# マックス・ビル

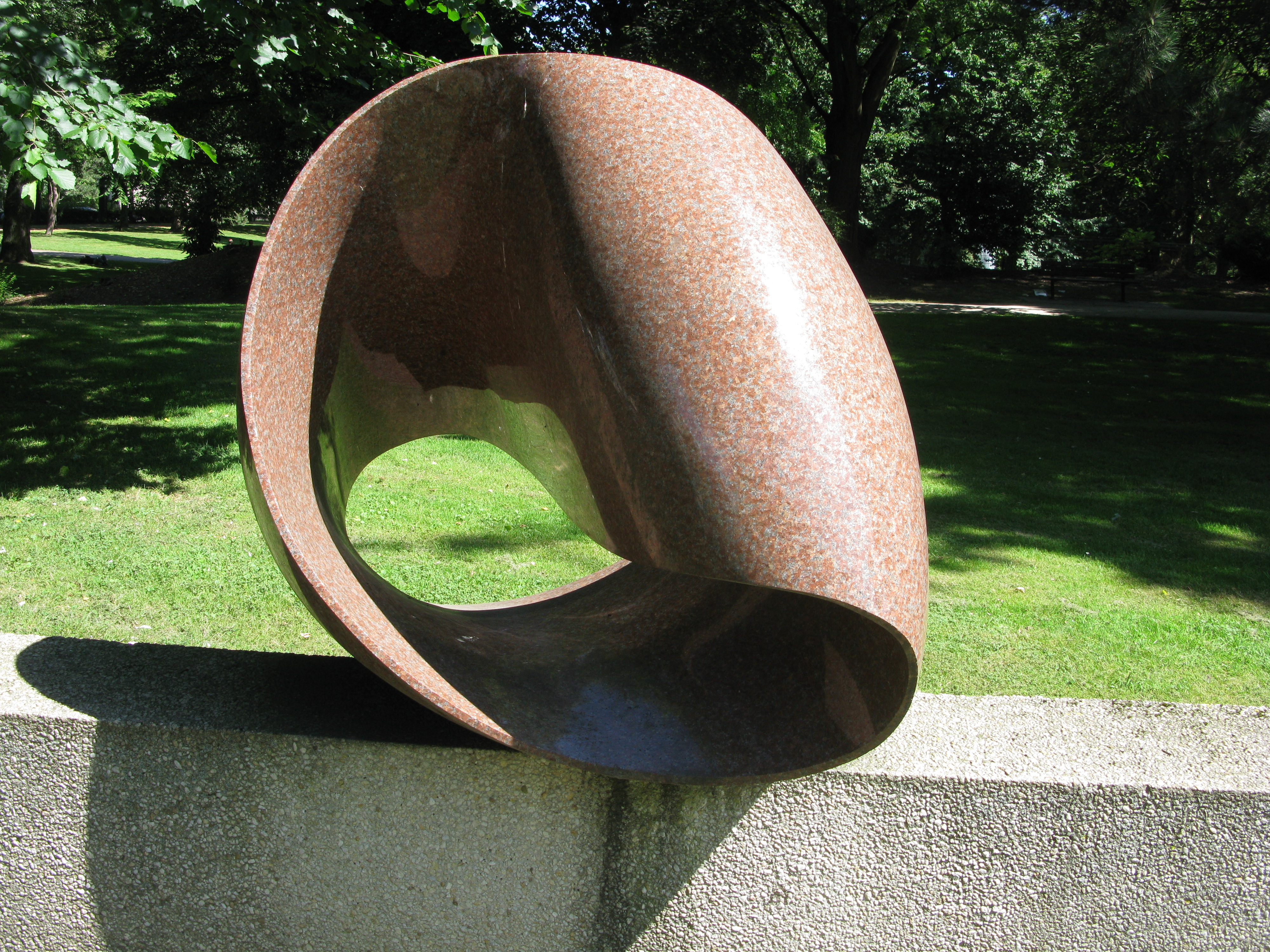
マックス・ビルの彫刻 "unendliche Schleife"（ドイツ、エッセンの公園）

マックス・ビル（Max Bill、1908年12月22日 - 1994年12月9日）は、スイスの画家、彫刻家、デザイナーである。合理主義、機能主義のデザインを目指すバウハウスの運動のなかで活動し、「アール・コンクレ」（英語: Concrete art）と称される抽象彫刻を制作したことなどで知られている。

## 略歴

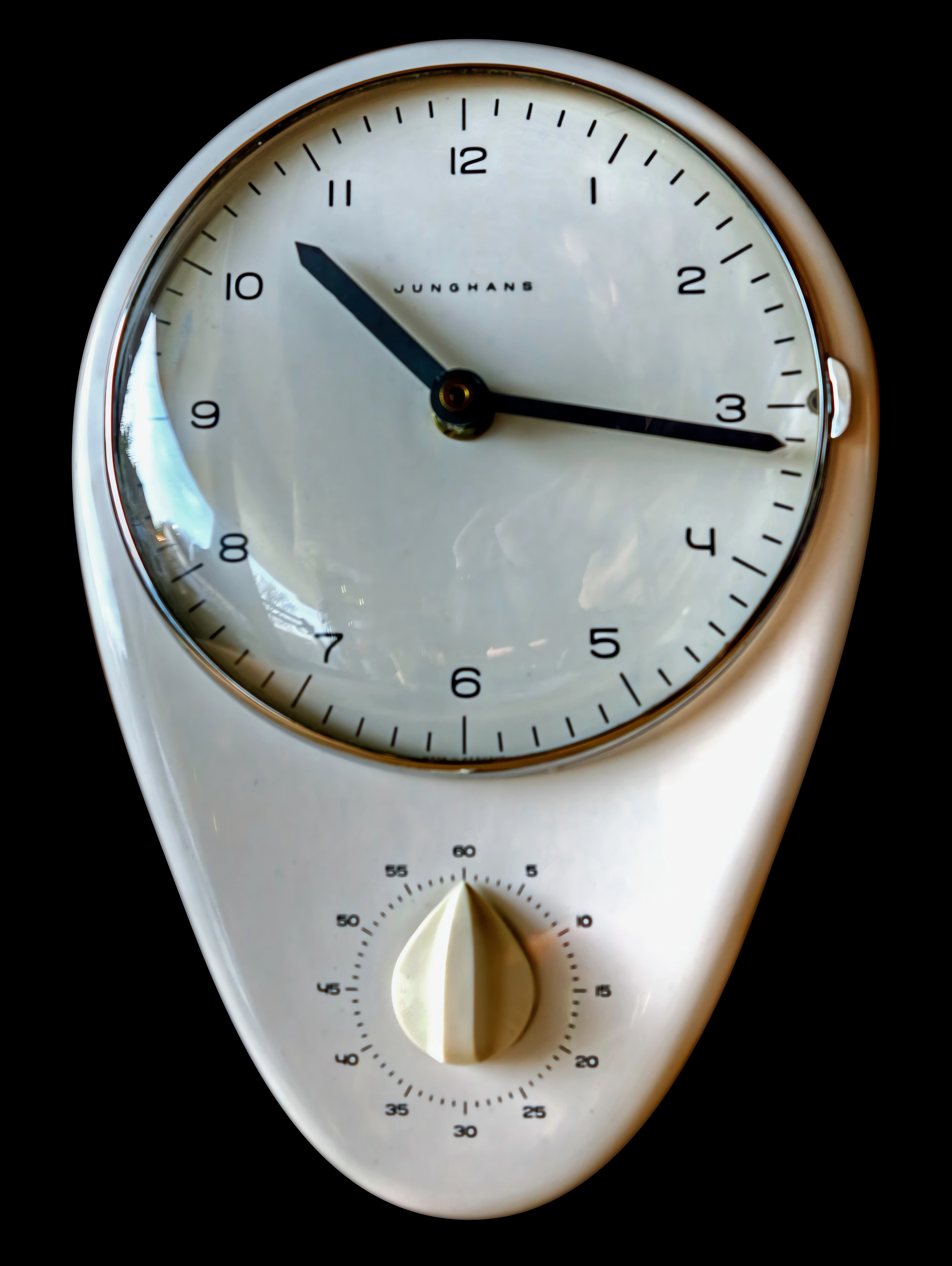
ユンハンス製キッチンクロック

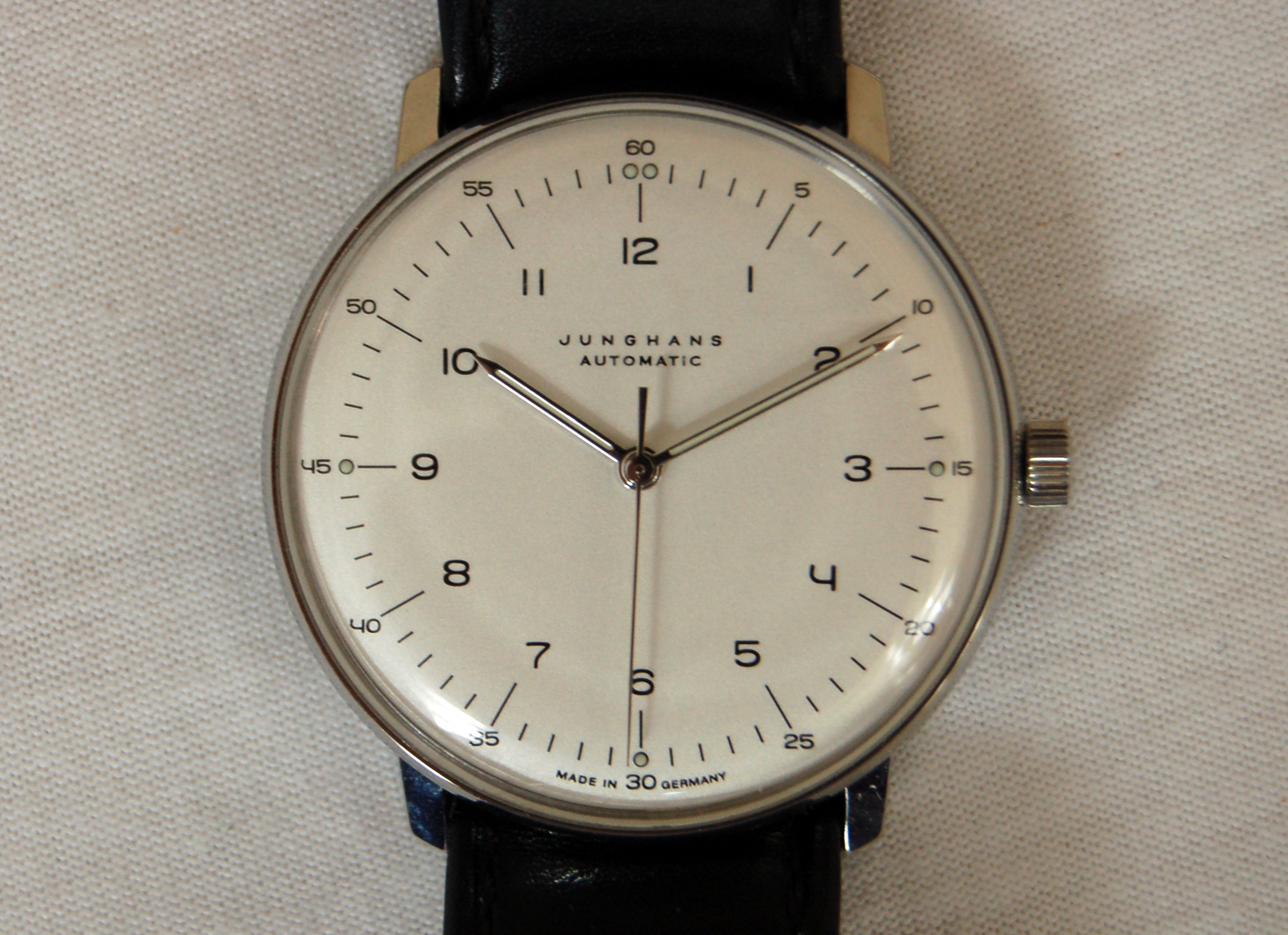
ユンハンス製腕時計「マックス・ビル」（自動巻き）

スイスのヴィンタートゥールで生まれた。1924年から1927年の間、チューリッヒの工芸学校（Kunstgewerbeschule）で学び、彫金を専攻した。モダニズムの建築家、ル・コルビュジエの講義を受けた後、ドイツのデッサウの「市立バウハウス・デッサウ」に移り、ヨゼフ・アルバースやオスカー・シュレンマー、画家のパウル・クレー、ワシリー・カンディンスキー、モホリ＝ナジ・ラースロー、建築家のハンネス・マイヤーに学んだ。バウハウスで「構成主義」を学び幾何学的な原理に基づくげ芸術を追求していくことにきめた。
1929年にチューリッヒに戻ると建築家、デザイナーとして働き、「École d'artisanat d'art nègre（アフリカ工芸派）」のポスターを制作し注目された。1932年にジャン・アルプとともに画家のピート・モンドリアンやジョルジュ・ヴァントンゲルローと知り合い、彼らの影響でパリの国際的な前衛芸術家のグループ「アブストラクション・クレアシオン」に参加した。1935年にメビウスの帯に着想を得た彫刻「#unendliche Schleife」を制作した。
1936年にチューリッヒ美術館で開催されたモダニズム美術の展覧会のカタログに非具象芸術について考察を書いた。1937年に画家の Leo Leuppiが創設した「英語: Allianz」というチューリッヒの美術家グループに参加した。スイスの出版社が行ったル・コルビュジエの作品集の出版に協力し、そのためにパリを頻繁に訪れた。1930年にパリで版画集「Quinze variations sur un même thème」を出版した。
1939年にバーゼルで開かれた「Konstruktivisten」展に参加し、1944年にバーゼルでConcrete artの展覧会を企画運営し
、その年、チューリッヒの工芸学校の教授として雇われた。
ドイツの時計メーカー、ユンハンスのために1956年にキッチンクロック、1962年に腕時計をデザインした。これらは、現在では「マックス・ビル by ユンハンス」として同社の主力商品となっている。
1961年から1968年までチューリッヒの市議会議員を務め、1967年から1971年まで、連邦議会の代表も兼務した。1967年からチューリッヒ州メイレンのツミコンに住居兼スタジオを建て1968年から暮らした。1967年から1974年までは、ハンブルクの美術学校（Hochschule für bildende Künste Hamburg）の教授も務めた。
1994年に旅行中にベルリン空港で心臓麻痺を起こし、亡くなった。

## 家族
1931年に音楽家のビニア・マチルデ・スポエッリ（Binia Mathilde Spoerri 1904年-1988年）と結婚し、死別後は美術史家のアンゲラ・トマス（1948年-）と1991年に再婚した。

## 主な作品
- ビル、マックス「無題」（1994年、京都国立近代美術館収蔵[5]）ハイテク・セラミック製。

## 主な著作
発行年順。
- カンディンスキー 著、西田秀穂 訳「（マックス・ビル）初版のための序言（1912年）」『抽象芸術論 : 芸術における精神的なもの』美術出版社、1958年。国立国会図書館書誌ID:000000976136。
- カンディンスキー 著、西田秀穂 訳『点・線・面 : 抽象芸術の基礎』美術出版社、1959年。
  - （マックス・ビル）序言、序論、後記
- 作家研究 マックス・ビル. (1961年10月) 2025年1月7日閲覧。.
- カンディンスキー 著、西田秀穂、西村規矩夫 訳『芸術と芸術家 : ある抽象画家の思索と記録』美術出版社、1962年。国立国会図書館書誌ID:000001029670。
- マックス・ビル 高橋栄一訳 (1967). “まえがき 私とギリシア建築”. 世界の建築. 美術出版社ローラン・マルタン（文）、アンリ・スティールラン（写真）。
- マックス・ビル 編、吉阪隆正 訳『ル・コルビュジェ全作品集』 第3巻、A.D.A.EDITA Tokyo、1978年7月。国立国会図書館書誌ID:000001383499。
- Max Bill (2008). Funktion und Funktionalismus : Schriften : 1945-1988. Bern u.a,: Benteli. ISBN 978-3-7165-1522-8全205頁。
- Max Bill; Maurice Besset (1987). Max Bill, œuvres 1928-1969. Stuttgart: Cantz. ISBN 3-922608-79-5
- Max Bill; Thomas Buchsteiner; Otto Letze; Marion Ackermann; et al (2005). Max Bill, Maler, Bildhauer, Architekt, Designer, Ostfildern-Ruit, Hatje Cantz. ISBN 3-7757-1641-6全287頁。
- Max Bill; Luciano Caramel; Angela Thomas (1991). Max Bill. Lugano Switzerland: Fidia edizioni d'arte. ISBN 88-7269-011-0

### 書評
- “マックス・ビル著, Form = Max Bill〝FORM〟”. 新建築 28 (4). 国立国会図書館書誌ID:000000011988-d10339529.